# Óscar Córdoba
Óscar Eduardo Córdoba Arce, född 3 februari 1970 i Cali, Colombia, är en före detta fotbollsmålvakt. Han spelade i det colombianska landslaget mellan 1993 och 2009 och spelade 73 landskamper och deltog i två VM-turneringar (VM 1994 och VM 1998). Han är släkt med Iván Ramiro Córdoba.